# 앤마리
앤마리(영어: Anne-Marie Rose Nicholson 앤마리 로즈 니콜슨[*], 1991년 4월 7일 ~ )는 잉글랜드의 싱어송라이터이다. UK 싱글 차트 1위 곡인 "Rockabye" 외 "Alarm", "Ciao Adios", "Friends", "2002" 등으로 유명하다. 2018년 4월 27일, 데뷔 앨범 Speak Your Mind를 발매해 UK 앨범 차트 3위에 올랐다. 2019 브릿 어워드 4개 부문에 후보로 올랐다

## 생애
1991년 4월 7일 잉글랜드 에식스주에서 태어났다. 어릴 때 웨스트엔드 연극 무대에 서기도 했다. 6살 때 연극 레미제라블에서 아역으로 나왔고, 12살 때는 뮤지컬 Whistle Down the Wind에 섰다. 후자의 공연에는 가수 제시 제이도 출연했다. 9살 때부터, 쇼토칸 가라테를 수행했다.

## 활동
2013년, 솔로 데모곡 "Summer Girl"을 공개했다. 마그네틱 맨, 고르곤 시티, 레이지드 바이 울브스(Raized by Wolves)의 곡 피쳐링을 맡았다. 본격적으로 이름을 알린 건 루디멘털과 작업하면서부터이다. 루디멘털의 보컬 중 한 명이 떠나면서 그 빈 자리를 앤이 채우게 되었다. 루디멘털의 앨범 We the Generation에서 네 곡을 피쳐링 했다. 네 곡 중 "Rumour Mill"은 영국 싱글 차트에서 67위를 했다. 앤은 루디멘털의 투어도 2년 간 함께 참여했다. 데뷔 EP Karate를 발매했다.
2015년, 싱글 "Do it Right"를 발매해, 이 싱글은 영국 싱글 차트에서 90위를 했다. 이후 또 다른 싱글 "Alarm"이 발매되어 22위까지 올랐다.
2016년 10월 클린 밴딧과 앤 마리(Anne -Marie)와 숀 폴은 함께 싱글 "Rockabye"를 발표했다. 이 곡은 9주 연속 1위를 지키며 큰 성공을 거뒀다.
2017년에 그녀는 2016년 11월 28일 KOKO의 미리보기에서 라이브 공연을 했던 "Ciao Adios"라는 곡을 발표했다. 이 싱글은 영국에서 9위에 올랐다. 9월 22일, "Heavy"라는 곡이 발표되었다. 그 다음이 12월 15일 "Then"이다. 2018년 2월 9일 앤 마리는 Marshmello와 같이'Friends'를 발매했다. 이 곡으로 앤 마리는 리드 아티스트로써 두 번째로 영국 히트곡 5위 안에 들었다. 그 해 2월 22일, 앤 마리는 데뷔 스튜디오 앨범인 Speak Your Mind를 2018년 4월 27일에 발매한다고 발표했다. 앨범 발매에 앞서 앤 마리는 공동창작자인 에드 쉐란의 끊임없는 재촉에 응하여 4월 20일 싱글 "2002"를 발매했다. 2018년 7월 앤 마리는 영국 싱글 차트 18위로 정점을 찍은 David Guetta 노래 'Don't Leave Me Alone'에 피처링했다. 2018년 11월, 앤 마리와 제임스 아서는 사운드트랙인 "The Greatest Showman"의 "Rewrite the Stars"를 녹음했다.

## 음반 목록
- Speak Your Mind (2018)
- Therapy (2021)
- Unhealthy (2023)

## 수상 목록
- 2020년 제5회 아시아 아티스트 어워즈 AAA 베스트 팝 아티스트상ㄹㆍㄷㄴㅅㄷㅅㅂㄴㅂㄷㅂㄷ